# Berillio-10

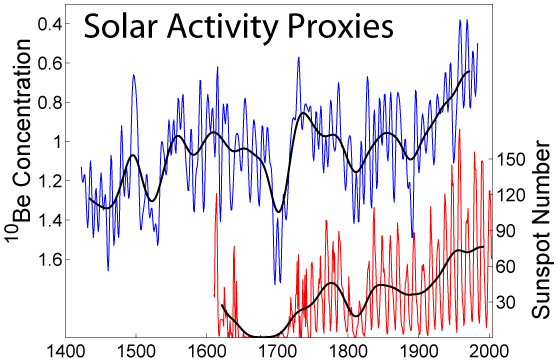
La concentrazione di berillio-10 varia inversamente all'attività solare.

Il berillio-10 (10Be) è un isotopo radioattivo del berillio che si forma nell'atmosfera terrestre principalmente grazie alla spallazione, tramite raggi cosmici, di azoto e ossigeno. Il suo tempo di emivita è di 1,39 × 106 anni e decade per decadimento beta per formare uno isotopo stabile (il boro-10) con un massimo di energia di 556,2 keV. La reazione di decadimento èː 10Be→10B+e.
Dal momento che il berillio tende ad esistere in soluzioni a pH 5,5 (e considerando che le piogge acide nelle aree industrializzate hanno un pH<5), si dissolve ed è trasportato sulla crosta terrestre grazie all'acqua. Appena le precipitazioni diventano più alcaline, il berillio abbandona la soluzione e si accumula nel suolo, dove la sua emivita molto lunga gli consente di permanere a lungo in superficie prima di decadere a boro-10.